# Wally Badarou

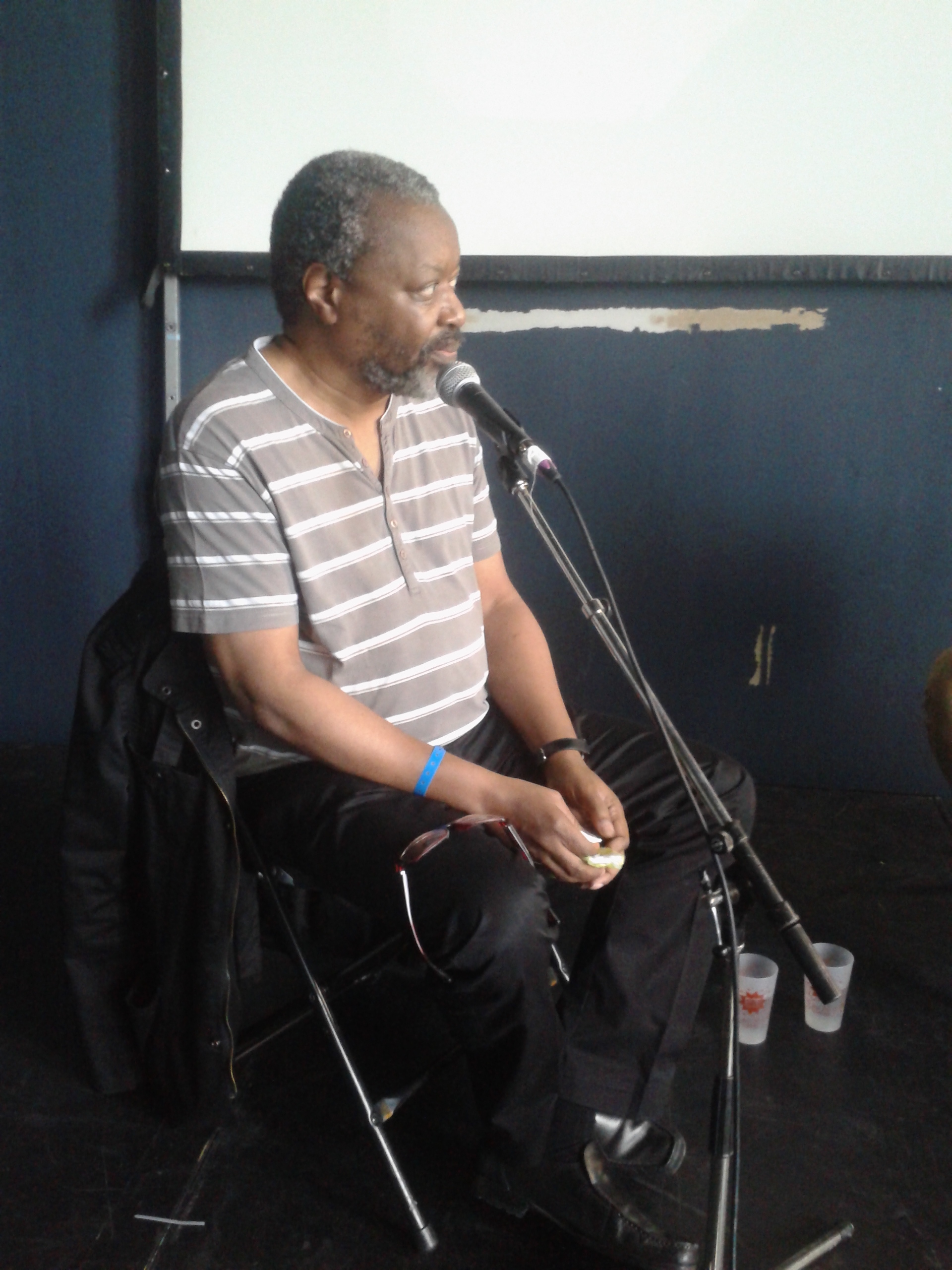
Wally Badarou

Waliou Jacques Daniel Badarou (* 22. März 1955 in Paris) ist ein Musiker aus Benin.

## Karriere
Badarou ist Synthesizer-Spezialist, bekannt als langjähriger Musiker der britischen Band Level 42, die sich durch ihren musikalischen Mix aus Funk (Musik), Pop, Soul und Rock auszeichnet. Er hat seit dem Erscheinen des Debütalbums 1981 eine Reihe von Songs mitkomponiert, aufgeführt und später auch mitproduziert. Obwohl er kein offizielles Bandmitglied war, wurde er lange Zeit als „fünftes Bandmitglied“ der eigentlich als Quartett durch Bassist Mark King angeführten Band angesehen. Badarou ist im Musikvideo „Love Games“ auf der DVD „Level 42 – The Collection“ zu sehen.
Als Freund von Chris Blackwell, dem Gründer des jamaikanischen Musiklabels Island Records, wurde Badarou zur Mitarbeit im Projekt Compass Point All Stars angeworben und hat ferner an Alben von Grace Jones, Joe Cocker, Sly and Robbie, Black Uhuru, Jimmy Cliff, Lizzy Mercier Descloux, Gregory Isaacs, Gwen Guthrie, Mick Jagger, Robert Palmer, Talking Heads, Tom Tom Club mitgewirkt. Ferner hat er mit Marianne Faithfull, Herbie Hancock, Robin Scott („M“ – Pop Muzik), Foreigner, Power Station, Melissa Etheridge, Manu Dibango und Miriam Makeba zusammengearbeitet. Er produzierte Alben von Fela Kuti, Salif Keïta, Wasis Diop, Trilok Gurtu und Carlinhos Brown und schrieb außerdem den Film-Soundtrack zu Hector Babencos Kuß der Spinnenfrau.
1989 war er Musikdirektor und Komponist für Jean-Paul Goudes Show zur Französischen Revolution Bicentennial.
1997 unterstützte er die Kora Awards, produzierte und komponierte „So Why“ für den ICRC, zusammen mit Youssou N’Dour und Papa Wemba, ein Aufruf gegen ethnische Säuberungen in Afrika.
Als einer der Vorreiter des „Home-Studio-Konzepts“ nutzte er den Sequential-Circuits-Prophet-5-Synthesizer, das New-England-Digital-Synclavier und die speziell angefertigte Sprachsteuerung von Yamaha-Mischpulten.

## Diskografie

### Solo
- 1979 Back to Scales Tonight
- 1983 Echoes
- 1989 Words of a Mountain
- 1997 So Why
- 2001 Colors of Silence : Musical Poetry for Yoga
- 2009 Fisherman

### Filme
- 1981 Dickie Jobson: Countryman – Verschollen im Dschungel
- 1982 Nathalie Delon & Yves Deschamps: They called it an accident
- 1985 Héctor Babenco: Kiss Of The SpiderWoman
- 1991 Loll Cream: The Lunatic
- 1997 Idrissa Ouédraogo: Kini & Adams
- 1997 Don Letts & Rick Elgood: DanceHall Queen
- 1999 Chris Browne: Third World Cop
- 2000 John Berry: Boesman & Lena
- 2024: Dahomey (Dokumentarfilm)

### Produktionen und Co-Produktionen
- 1979 Janic Prévost J'veux d'la Tendresse
- 1981 Alain Chamfort Amour Année Zéro
- 1983 Marianne Faithfull A Child’s Adventure (Koautor)
- 1985 Level 42 World Machine (Koautor)
- 1986 Alain Chamfort Tendres Fièvres (Koautor)
- 1986 Fela Ransome Kuti Teacher Don’t Teach Me NonSense
- 1987 Level 42 Running in the Family (Koautor)
- 1988 Level 42 Staring at the Sun (Koautor)
- 1990 Level 42 Guaranteed (Koautor)
- 1993 Level 42 Forever Now (Koautor)
- 1995 Salif Keïta Folon
- 1996 Carlinhos Brown AlfaGamaBetizado
- 1998 Yannick Noah & Zam Zam Zam Zam
- 1998 Wasis Diop Toxu
- 2000 Trilok Gurtu The Beat Of Love (Koautor)
- 2001 I Muvrini Umani

### Musikalische Mitwirkung
- 1979 M New-York, London, Paris, Munich (Pop Muzik)
- 1979 Myriam Makeba Comme Une Symphonie d’Amour
- 1980 Bernie Lyon Bernie Lyon
- 1980 Grace Jones Warm Leatherette
- 1980 Grace Jones Nightclubbing
- 1980 M The Official Secrets Act
- 1980 Lizzy Mercier Descloux Mambo Nassau
- 1980 Level 42 The Early Tapes
- 1981 Level 42 Level 42
- 1981 Bernie Lyon I'm Living in the Sunshine
- 1981 The Gibson Brothers Quartier Latin
- 1981 Barry Reynolds I Scare Myself
- 1981 Jimmy Cliff Give The People What They Want
- 1982 Charlélie Couture Pochette Surprise
- 1982 Joe Cocker Sheffield Steel
- 1982 Black Uhuru Chill Out
- 1982 Gregory Isaacs Night Nurse
- 1982 Grace Jones Living My Life
- 1982 Gwen Guthrie Gwen Guthrie
- 1982 Robin Scott & Shikisha Jive Shikisha !
- 1982 Level 42 The Pursuit of Accidents
- 1983 Level 42 Standing in the Light
- 1983 Talking Heads Speaking in Tongues
- 1983 Tom-Tom Club Close to the Bone
- 1984 Level 42 True Colours
- 1984 Foreigner Agent Provocateur
- 1985 Mick Jagger She’s the Boss
- 1985 Power Station Some Like It Hot
- 1985 Gwen Guthrie Just for You
- 1985 Sly & Robbie Language Barrier
- 1985 Robert Palmer Riptide; u. a. bei I Didn’t Mean to Turn You On
- 1988 Manu Dibango Electric Africa
- 1988 Melissa Etheridge Melissa Etheridge
- 1988 Talking Heads Naked
- 1988 Julio Iglesias Libra
- 1994 Power Station Living in Fear